# Daniel Bragança
Daniel Santos Bragança (Fazendas de Almeirim, Portugal, 27 de mayo de 1999) es un futbolista portugués que juega de centrocampista en el Sporting C. P. de la Primeira Liga.

## Trayectoria
Comenzó su carrera deportiva en el Sporting C. P.
En enero de 2019 se marchó cedido al S. C. Farense de la Segunda División de Portugal hasta final de temporada. En la temporada 2019-20 volvió a salir cedido, en esta ocasión al G. D. Estoril Praia.
A final de la temporada 2019-20 regresó al Sporting C. P., haciendo su debut con el club lisboeta en un partido de clasificación para la Liga Europa de la UEFA 2020-21 frente al Aberdeen F. C.

## Selección nacional
Fue internacional sub-18, sub-20 y sub-21 con la selección de fútbol de Portugal.

## Estadísticas

### Clubes
Actualizado al último partido disputado el 5 de noviembre de 2024.
| Club                    | Div.          | Temporada     | Liga  | Liga  | Liga   | Copas nacionales | Copas nacionales | Copas nacionales | Copas internacionales | Copas internacionales | Copas internacionales | Total | Total | Total  |
| Club                    | Div.          | Temporada     | Part. | Goles | Asist. | Part.            | Goles            | Asist.           | Part.                 | Goles                 | Asist.                | Part. | Goles | Asist. |
| ----------------------- | ------------- | ------------- | ----- | ----- | ------ | ---------------- | ---------------- | ---------------- | --------------------- | --------------------- | --------------------- | ----- | ----- | ------ |
| S. C. Farense Portugal  | 2.ª           | 2018-19       | 16    | 2     | 0      | —                | —                | —                | ―                     | ―                     | ―                     | 16    | 2     | 0      |
| S. C. Farense Portugal  | Total club    | Total club    | 16    | 2     | 0      | 0                | 0                | 0                | 0                     | 0                     | 0                     | 16    | 2     | 0      |
| G. D. Estoril Portugal  | 2.ª           | 2019-20       | 20    | 4     | 0      | 2                | 0                | 0                | ―                     | ―                     | ―                     | 22    | 4     | 0      |
| G. D. Estoril Portugal  | Total club    | Total club    | 20    | 4     | 0      | 2                | 0                | 0                | 0                     | 0                     | 0                     | 22    | 4     | 0      |
| Sporting C. P. Portugal | 1.ª           | 2020-21       | 21    | 0     | 1      | 3                | 0                | 0                | 1                     | 0                     | 0                     | 25    | 0     | 1      |
| Sporting C. P. Portugal | 1.ª           | 2021-22       | 26    | 2     | 1      | 5                | 0                | 0                | 5                     | 0                     | 0                     | 36    | 2     | 1      |
| Sporting C. P. Portugal | 1.ª           | 2023-24       | 28    | 3     | 2      | 10               | 2                | 2                | 9                     | 0                     | 0                     | 47    | 5     | 4      |
| Sporting C. P. Portugal | 1.ª           | 2024-25       | 10    | 3     | 3      | 2                | 0                | 0                | 4                     | 1                     | 1                     | 16    | 4     | 4      |
| Sporting C. P. Portugal | Total club    | Total club    | 85    | 8     | 7      | 20               | 2                | 2                | 19                    | 1                     | 1                     | 124   | 11    | 10     |
| Total carrera           | Total carrera | Total carrera | 121   | 14    | 7      | 22               | 2                | 2                | 19                    | 1                     | 1                     | 162   | 17    | 10     |

## Palmarés

### Títulos nacionales
| Título                      | Club           | País     | Año  |
| --------------------------- | -------------- | -------- | ---- |
| Copa de la Liga de Portugal | Sporting C. P. | Portugal | 2021 |
| Primeira Liga               | Sporting C. P. | Portugal | 2021 |
| Supercopa de Portugal       | Sporting C. P. | Portugal | 2021 |
| Copa de la Liga de Portugal | Sporting C. P. | Portugal | 2022 |
| Primeira Liga               | Sporting C. P. | Portugal | 2024 |
| Primeira Liga               | Sporting C. P. | Portugal | 2025 |
| Copa de Portugal            | Sporting C. P. | Portugal | 2025 |